# Scanning-Laser-Polarimetrie
Die Scanning-Laser-Polarimetrie ist ein Verfahren, mit Hilfe von polarisiertem Licht die Schichtdicke von optisch transparenten Materialien zu bestimmen.
Die GDx-Scanning-Laser-Polarimetrie der Nervenfaserschicht der Netzhaut erfasst das dreidimensionale Profil des Sehnervenkopfes und die Dicke der Nervenfaserschicht der Netzhaut in dessen Umgebung.

## Problematik
Beim Grünen Star (Glaukom) gehen schleichend kontinuierlich Sehnervenfasern zugrunde, welche nicht nachgebildet werden. Der Mensch ist jedoch mit einem Überschuss an diesen Fasern ausgestattet, sodass erste Schäden in Form von Gesichtsfeldausfällen erst wahrnehmbar werden, wenn mehr als die Hälfte der Fasern zugrunde gegangen ist.  Diesen Verlust zu beobachten ist sehr schwierig, da die Netzhaut durchsichtig ist. Lediglich im rotfreien Licht an der Spaltlampe wird die Nervenfaserschicht für den Augenarzt etwas sichtbar, was jedoch sehr großer Erfahrung bedarf. Die Polarimetrie ist ein objektives Verfahren, diesen Verfall zu beurteilen.

## Messverfahren

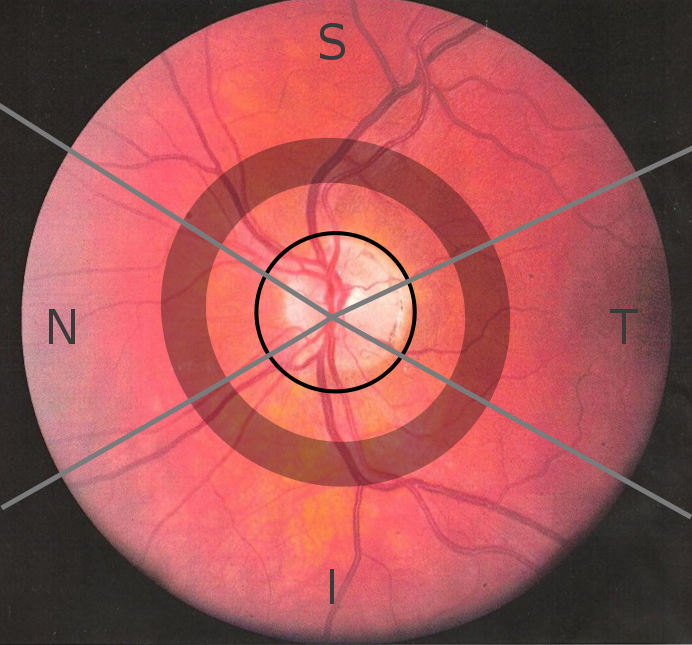
Fundusbild mit TSNI-Sektoren

Die Messung erfolgt mit einem Laserscanner. Ein einfacher Laserscanner funktioniert folgendermaßen: Zunächst wird mit einem Laserstrahl ein einzelner Punkt auf der Netzhaut beleuchtet. Dann wird gemessen, wie viel Licht von diesem Punkt reflektiert wird. Dieser Vorgang wird nacheinander für eine große Anzahl von Punkten (bis zu 100.000) wiederholt. Die Messung dauert etwa 2 Sekunden je Auge. Das Ergebnis kann im Fundusbild direkt sichtbar gemacht werden. Dabei wird die Reflektivität farblich kodiert: gelb bedeutet, dass viel reflektiert wurde, dunkelbraun wenig. Die Rottöne bilden die entsprechenden Zwischenstufen. Eine Information über die tatsächliche Papillenfarbe, wie bei einem Farbfoto, liefert das Reflektivitätsdiagramm nicht, da der Laserstrahl monochromatisch (einfarbig) ist.
Das Fundusbild wird im Allgemeinen zur Beurteilung der Bildqualität verwendet.
Bei der Polarimetrie wird die Polarisationseigenschaft des Lichtes genutzt. Der Messstrahl läuft durch die Retinafaserschicht (RNFL) und wird vom Augenhintergrund reflektiert. Dabei wird der Lichtstrahl in zwei Polarisationszustände aufgeteilt. Beide Polarisationszustände laufen mit unterschiedlicher Geschwindigkeit durch diese Nervenfaserschicht. Die dadurch entstehende Verzögerung einer Polarisation zur anderen ist von der Schichtdicke abhängig, so dass sich diese berechnen und in Falschfarben darstellen lässt. Rot und gelb kennzeichnen dicke Nervenfasern, blau und grün dünne Regionen.

## Auswertungen

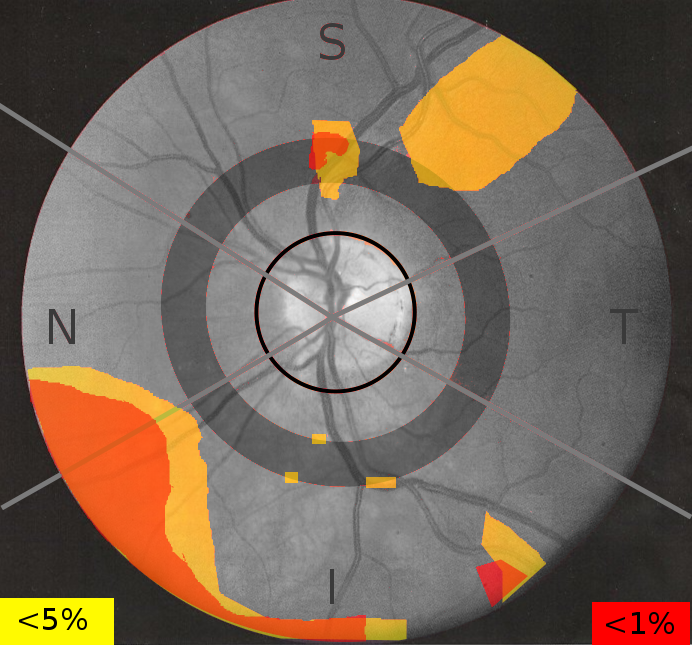
GDx – Abweichungsdarstellung

Zur Erstbeurteilung vergleicht man gern die Faserschichtdicke mit einem Normalwert, der aus Messungen verschiedenster Menschen unterschiedlicher Kulturen gebildet wurde, in der Abweichungsdarstellung. Eine farbliche Darstellung kennzeichnet Regionen und Größe der Wahrscheinlichkeit, inwieweit ein Messwert noch normal ist (z. B. gelb: < 5 % Wahrscheinlichkeit).

TSNIT-Diagramm

Eine weitere graphische Darstellung ist die Faserschichtdicke im TSNIT-Diagramm. Hier wird diese Schichtdicke einer Kreisbahn beginnend im Sektor T (Temporal), über S (Superior, oben), N (Nasal, Nase), I (Inferior, unten) und wieder T dargestellt. Schattiert unterlegt ist die Bandbreite der Normschichtdicken. Der Norm entsprechende Werte liegen also im schattierten Bereich.
Zahlenmäßig können die Werte aus diesem Kreis in einer Tabelle dargestellt werden. OD steht für das rechte, OS für das linke Auge. Hier werden die Durchschnittswerte für den Gesamtkreis (TSNIT-Durchschnitt) und für den oberen (Superiorer-Durchschnitt) und unteren (Inferiorer Durchschnitt) Sektor angegeben. Aus den statistischen Werten kann ein Nerven-Faser-Index (NFI) bestimmt werden. Werte bis 30 gelten als normal, Werte ab 51 als anormal.
| RNFL-Zusammenfassung     | OD-Wert | OS-Wert |
| ------------------------ | ------- | ------- |
| TSNIT-Durchschnitt       | 47,1    | 45,5    |
| Superiorer Durchschnitt  | 56,2    | 54,0    |
| Inferiorer Durchschnitt  | 59,6    | 56,4    |
| TSNIT-Standardabweichung | 22,2    | 20,4    |
| Symmetrie-Vergleich      | 0,92    | 0,92    |
| NFI                      | 21      | 27      |

Interessanter ist darüber hinaus der Vergleich von Messungen in größeren zeitlichen Abständen von 1 Jahr und mehr. Hierdurch kann objektiv beurteilt werden, ob das Glaukom im Laufe der Zeit einen Schaden bei den Nervenfasern hervorruft.
Die Messung der Nervenfaserschicht der Netzhaut wird aktuell (Dezember 2010) in Deutschland nicht von der Krankenkasse getragen.